# Plac Niepodległości w Poznaniu
Plac Niepodległości – dawny plac w centrum Poznania, położony w miejscu obecnego skrzyżowania Alei Niepodległości (w dwudziestoleciu międzywojennym Wały Leszczyńskiego) i ulic: Przepadek, Kościuszki, Księcia Józefa (Wały Xięcia Józefa), Kutrzeby (Północna) oraz Oficerskiej (niem. Haackego, nieistniejąca, nazwę wybrano z uwagi na sąsiedztwo kasyna oficerskiego i koszar).
W czasach pruskich nosił nazwę Nordplatz, czyli Plac Północny (znajdował się w północnej części centrum miasta, na zakończeniu reprezentacyjnych wałów). Nazwę Niepodległości nadano mu 5 stycznia 1920, wraz z placem Zjednoczenia. Nazwa upamiętniać miała ostatnie wielkie wydarzenie w dziejach Polski, czyli odzyskanie niepodległości w 1918  (plac Zjednoczenia upamiętniać miał pierwsze wielkie wydarzenie w dziejach kraju po roku 1253, tj. dacie lokacji Poznania, a było nim zjednoczenie ziem polskich na przełomie XIII i XIV wieku). W okresie 1939–1945 Niemcy nie przywrócili pruskiej nazwy, tylko nadali nową – Freiheitplatz. Nazwa pojawia się jeszcze na planie miasta z 1993 roku i nie została wtedy oficjalnie zniesiona, mimo że całkowicie wyszła z użycia. W 2016 dyrektor Zarządu Geodezji i Katastru Miejskiego Andrzej Krygier zaproponował zniesienie tej nazwy, na co nie zgodziła się Komisja Kultury i Nauki Rady Miasta. Nazwa została ostatecznie zniesiona 5 sierpnia 2020 r.
Obecnie w rejonie byłego placu znajdują się m.in.: dawny Hotel Polonez, pomnik Armii Poznań i Collegium Iuridicum Novum.
Tabliczka z nazwą placu znajdowała się na wysepce między jezdnią Alei, a łącznikiem z ulicą Kutrzeby. Według danych poznańskiego Zarządu Dróg Miejskich, plac Niepodległości stanowił drogę wewnętrzną o długości 52 metrów, biegnącą od ulicy Kutrzeby do ul. Księcia Józefa i administrowaną przez ZDM.